# Valeriy Voronin
Valery Ivanovich Voronin em russo:  Валерий Иванович Воронин (Moscou, 17 de julho de 1939 - Moscou, 22 de maio de 1984) foi um futebolista soviético.
Dono de um talento refinado, Voronin se destacou como meio-campista. Sua forma de jogar privilegiava a individualidade, em oposição ao estilo soviético, de valorização do coletivo.

## Carreira
Voronin entrou para a equipe juvenil do Torpedo Moscou aos 15 anos, e aos 17 já estava no profissional. Ele ganhou o campeonato soviético duas vezes, foi eleito o melhor jogador sovético nos anos de 1964 e 1965. Disputou duas Copas do Mundo, a Copa do Chile, de 1962; e a Copa da Inglaterra, de 1966.
Em 1969, cansado de dirigir em uma viagem de carro de 114 km de carro de volta da cidade de Kolomna a Moscou, adormeceu ao volante do seu automóvel Volga, sofrendo um grave acidente, onde sobreviveu de forma milagrosa. Descobriu-se que o assento de motorista não havia sido devidamente fixado, ejetando-o pela porta de passageiro traseiro no momento do impacto. O meio-campista foi hospitalizado, mas, apesar de inicialmente ter que respirar através de um tubo e sofrendo múltiplas fraturas, ele se recuperou rapidamente e voltou a treinar, embora não tenha mais voltado a jogar.

## Aposentadoria
Após sua inesperada aposentadoria em decorrência do acidente, Voronin passou a ter seus problemas com álcool agravados. Tornou-se cada vez mais retraído e deprimido e foi em grande parte esquecido pelo público. Muitos anos depois, em maio de 1984, Voronin foi visto no centro de Moscou, na companhia de três homens. Foi a última vez que foi visto em vida, no dia seguinte seu corpo foi encontrado em uma estrada há vários quilômetros de distância, com marcas de espancamento. A investigação do assassinato não encontrou suspeitos e a verdade sobre trágica morte precoce de Voronin  permanece um mistério.